# Rundfunkjahr 2005

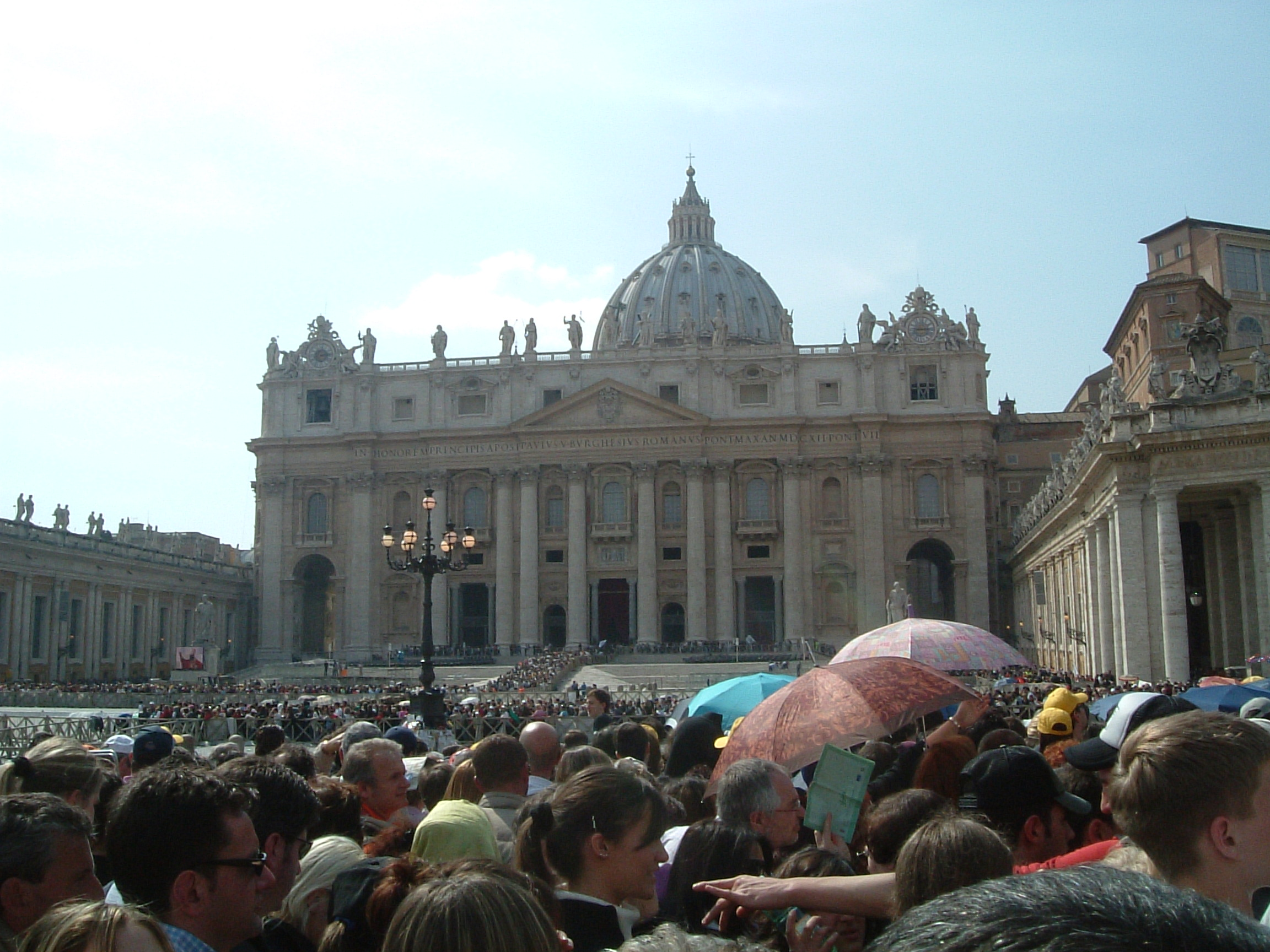
2005: Begräbnis von Johannes Paul II.

Liste der Rundfunkjahre

◄◄ | ◄ | 2001 | 2002 | 2003 | 2004 | Rundfunkjahr 2005 | 2006 | 2007 | 2008 | 2009 | ► | ►►

Weitere Ereignisse

## Allgemein
- 2. April – Papst Johannes Paul II. (Karol Wojtyła) stirbt im Alter von 84 Jahren nach fast 27-jährigem Pontifikat. Sein Begräbnis wird zum internationalen Medienereignis.
- 31. Dezember – Die CBS Corporation gründet den Medienkonzern Viacom, der aus der „alten Viacom“ hervorgeht. Das neue Unternehmen mit Sitz in New York ist unter anderen für MTV mit sämtlichen regionalen Ablegern in Übersee verantwortlich.

## Hörfunk
- 16. Januar – Der österreichische Radiosender FM4 begeht seinen zehnten Geburtstag.
- 29. März – Stefan Weigl wird für das vom WDR produzierte Hörspiel Stripped – Ein Leben in Kontoauszügen mit dem Hörspielpreis der Kriegsblinden ausgezeichnet.[1]
- 1. Oktober: Der Betrieb von hr-klassik wurde nach sieben Jahren aus Kostengründen eingestellt und die Frequenzen des Programms auf die anderen Wellen des Hessischen Rundfunks (überwiegend hr2) verteilt.[2]
- 14. Oktober – Weltweit wird der erste von der BBC ausgerufene John-Peel-Tag begangen.
- 16. Dezember – In den USA wird die letzte Howard Stern Show auf analogen Hörfunkfrequenzen ausgestrahlt.

## Fernsehen
- 5. Januar – Die ABC-Fernsehserie All My Children feiert ihren 35. Geburtstag.
- 16. Januar – Bei den 62. Golden Globe Awards in Los Angeles werden die Serien Desperate Housewives und Nip/Tuck in Kategorien Comedy bzw. Fernsehdrama ausgezeichnet.
- 30. Januar – Das Erste strahlt die 1000. Episode der Lindenstraße aus.
- 19. Februar – Die BBC-Serie EastEnders feiert ihren 20. Geburtstag.
- 27. Februar – ProSieben strahlt fünfzehn Folgen der Serie Do Over – Zurück in die 80er aus.
- 26. März – Nach 16 Jahren Pause startet auf BBC One eine neue Staffel der Science-Fiction-Serie Doctor Who.
- 25. April – Die Zeugenbefragung im Untersuchungsausschuss zur Visa-Affäre wird als erste derartige Befragung in der Geschichte des Deutschen Bundestages live im Fernsehen übertragen. Außenminister Joschka Fischer stellt sich mehr als zehn Stunden den Fragen Ausschussmitglieder.
- 28. April – RTL II strahlt zum ersten Mal Law & Order: New York im deutschsprachigen Fernsehen aus.
- 17. Juli – Die britische Musiksendung Top of the Pops wechselt aufgrund schwindenden Zuschauerinteresses von BBC One auf BBC Two und widmet sich zunehmend dem Alternative Mainstream.
- 24. Juli – Am 222. Geburtstag von Simón Bolívar startet die internationale Fernsehstation Telesur. Der Sender, der sich als Kanal für die Integration Lateinamerikas versteht, geht auf eine Initiative des Präsidenten Venezuelas, Hugo Chávez, zurück. Neben Venezuela sind daran die Länder Argentinien, Bolivien, Ecuador, Kuba und Nicaragua beteiligt.
- 1. August – Das österreichische Fernsehen begeht seinen 50. Geburtstag.
- 1. September – Der zur Viacom-Gruppe gehörende Spartenkanal MTV Adria nimmt in Ljubljana seinen Betrieb auf.
- 2. September – Das von NBC Universal organisierte Benefiz A concert for Hurricane Relief zugunsten der Opfer von Hurrikan Katrina wird landesweit in den USA im Fernsehen übertragen. Die Zuschauer haben die Möglichkeit, via Telefonleitung zu spenden.
- 12. September – Der private Kindersender Nick, 2010 in Nickelodeon umbenannt, nimmt den Sendebetrieb auf.
- 17. September – Der Tigerenten Club feiert seine 500. Sendung.
- 26./27. September – Der Dokumentarfilm No Direction Home von Martin Scorsese über die frühe Karriere von Bob Dylan hat auf BBC Two Premiere.
- 31. Dezember – Karl Moik moderiert seinen letzten Musikantenstadl als „Silvesterstadl“ im Ersten.

## Gestorben

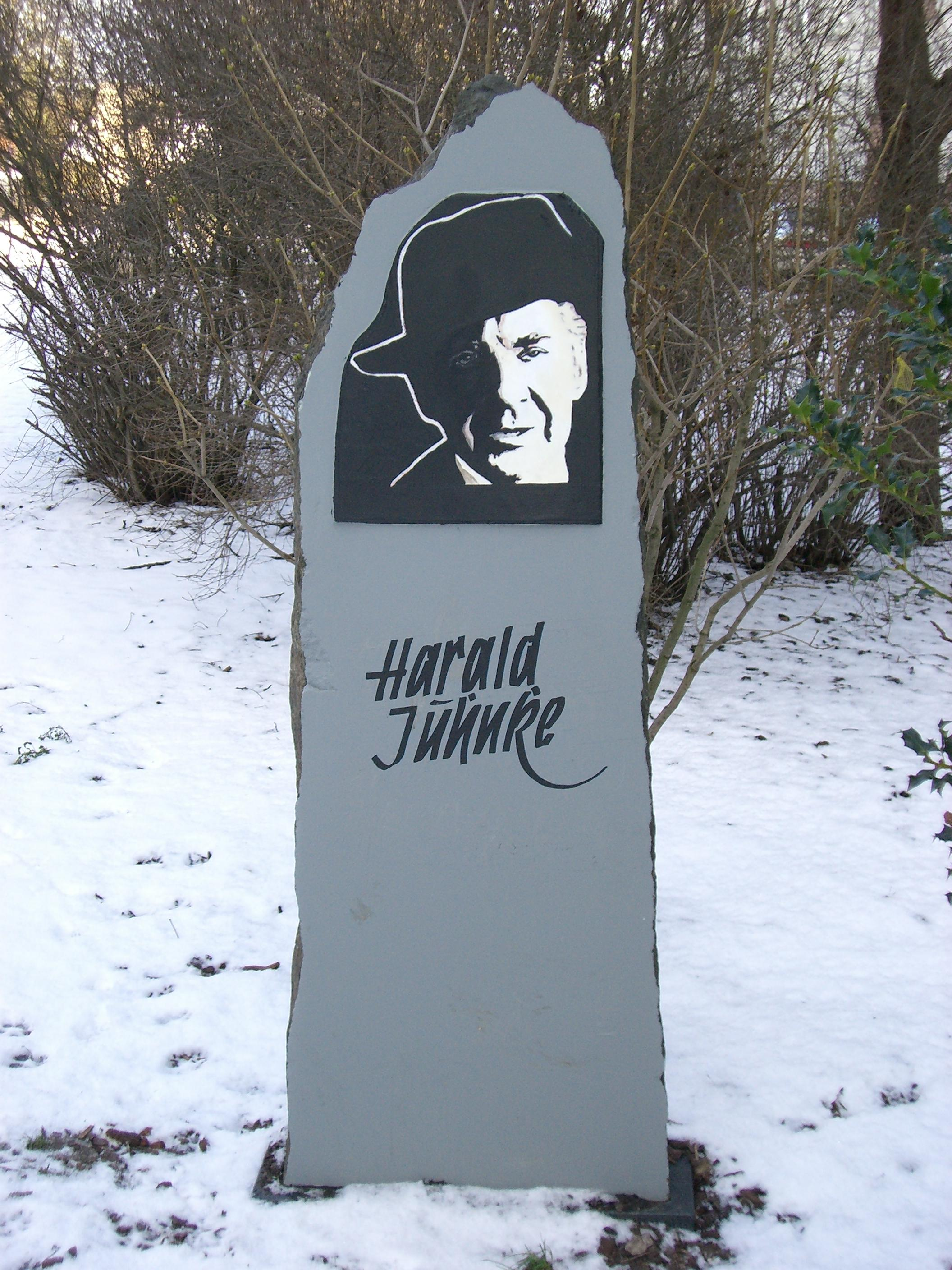
2005: Der Entertainer, Sänger und Schauspieler Harald Juhnke stirbt

- 23. Januar – Johnny Carson, US-amerikanischer TV-Entertainer (The Tonight Show Starring Johnny Carson, 1962–1992), stirbt 79-jährig in Los Angeles.
- 23. Februar – Truck Branss, deutscher Hörfunk- und Fernsehregisseur (ZDF-Hitparade, Dalli Dalli) stirbt 79-jährig in Langendorf.
- 4. März – Thomas Wilkening, deutscher Fernsehproduzent (Polizeiruf 110) stirbt 48-jährig auf Hiddensee.
- 6. März – Tommy Vance, britischer Hörfunkmoderator (Top of the Pops) stirbt 64-jährig bei Dartford, Kent.
- 8. März – Brigitte Mira, deutsche Schauspielerin (Drei Damen vom Grill) und Berliner Original stirbt 94-jährig in Berlin.
- 17. März – Wolf In der Maur, österreichischer Journalist, zwischen 1974 und 1984 Radio- und Fernsehintendant des ORF, stirbt 81-jährig in Wien.
- 1. April – Harald Juhnke, deutscher Schauspieler, Sänger und Entertainer stirbt 75-jährig in Rüdersdorf bei Berlin.
- 3. Juni – Leon Askin, österreichischer Schauspieler und Regisseur stirbt 97-jährig in Wien. Dem österreichischen Fernsehpublikum wurde Askin in den 1980er-Jahren durch die Rolle des Rudolf Wasservogel in der Krimiparodie Kottan ermittelt bekannt.
- 6. Juni – Dana Elcar, US-amerikanischer Schauspieler und Seriendarsteller (MacGyver) stirbt 77-jährig in Ventura.
- 9. Juni – Boris Acqudo, schweizerischer Sportkommentator stirbt 76-jährig.
- 10. Juni – Tobias Krause, deutsch-österreichischer Fernsehproduzent (Der Barometermacher auf der Zauberinsel) stirbt 40-jährig in Baden bei Wien.
- 16. Juli – Camillo Felgen, luxemburgischer Sänger und Fernsehmoderator (Spiel ohne Grenzen) stirbt 84-jährig in Esch-sur-Alzette.
- 20. Juli – James Doohan, kanadischer Schauspieler, stirbt 85-jährig in Redmond, Washington. Doohan wurde vor allem in der Rolle des Lt. Cmdr. Montgomery Scott („Scotty“) in der Fernsehserie Raumschiff Enterprise bekannt.
- 3. August – Hans E. Schons, deutscher Schauspieler stirbt 85-jährig in Berlin. Er war vor allem durch seine zahlreichen Rollen in Fernsehfilmen von Fritz Umgelter bekannt.
- 7. August – Peter Jennings, kanadisch-amerikanischer Journalist, Anchorman von ABC (World News Tonight) stirbt 67-jährig in New York.
- 8. August – Barbara Bel Geddes, US-amerikanische Schauspielerin, stirbt im US-Bundesstaat Maine 82-jährig. Sie wurde in den 1980er Jahren einem internationalen Fernsehpublikum in der Rolle der „Miss Ellie“ Ewing in der Fernsehserie Dallas bekannt.
- 23. August – Hans-Joachim Reiche, deutscher Fernsehjournalist (Tagesschau), stirbt 84-jährig in Bad Godesberg.
- 28. August – Hans Clarin, deutscher Schauspieler und Synchronsprecher (Stimme des Pumuckls in der Kinderserie Meister Eder und sein Pumuckl) stirbt kurz vor seinem 76. Geburtstag in Aschau im Chiemgau.
- 2. September – Bob Denver, US-amerikanischer Schauspieler (Gilligans Insel, 1964–1967) stirbt 70-jährig in Winston-Salem, North Carolina.
- 23. September – Peter Thom, deutscher Schauspieler stirbt 70-jährig durch Selbstmord in München. Er wirkte seit Ende der 1950er Jahre u. a. in zahlreichen Hörfunk- und Fernsehproduktionen mit.
- 27. September – Jerry Juhl, amerikanischer Drehbuchautor (Muppet Show) stirbt 67-jährig in San Francisco.
- 1. Oktober – Hermann Stümpert, deutscher Hörfunkjournalist (Saarländischer Rundfunk) stirbt 56-jährig.
- 4. Oktober – Claudia Christina, deutsche Schlagersängerin und Moderatorin des NDR (Freut euch des Nordens) stirbt 39-jährig.
- 31. Oktober – Helmut Brennicke, deutscher Schauspieler, Regisseur, Hörspielsprecher, Schauspiellehrer und Autor stirbt 87-jährig in Krailling (Landkreis Starnberg).
- 16. November – Ralph Edwards – US-amerikanischer Hörfunk- und Fernsehpionier (Truth or Consequences) stirbt 92-jährig in Los Angeles.
- 1. Dezember – Michael Kehlmann, österreichischer Schauspieler und Regisseur, zahlreiche Literaturverfilmungen (besonders Joseph Roth) für das Fernsehen: u. a. Hiob, Radetzkymarsch, Das falsche Gewicht.
- 6. Dezember – Hanns Dieter Hüsch, deutscher Kabarettist, Autor und Hörfunkmoderator (Hanns Dieter Hüschs Gesellschaftsabend, 1973–2001 auf SR) stirbt 80-jährig in Windeck-Werfen.
- 26. Dezember – Kerry Packer, australischer Medienunternehmer, stirbt 68-jährig in Sydney.